# Jimmi Madsen
Jimmi Madsen, född den 4 januari 1969 i Köpenhamn är en dansk före detta tävlingscyklist vars främsta placeringar var inom bancykling, där han blev silvermedaljör vid världsmästerskapen i madison 1999 (i par med Jakob Piil), europamästare i madison 1996 och 1997 (båda gångerna med Jens Veggerby) samt i derny 2000. Därtill vann han nio sexdagarslopp (varav fem med Veggerby) och tog OS-brons i lagförföljelse vid olympiska sommarspelen 1992 i Barcelona.

## Meriter

### Landsväg
| 1994 2:a totalt i Bayern Rundfahrt Vinnare av etapp 4 1995 Vinnare av etapp 3 i Bayern Rundfahrt 3:a i tempolopp vid Danska mästerskapen 9:a totalt i Danmark Rundt | 1997 Dansk mästare i lagtempo 2001 6:a i Ster Elektrotoer 2002 6:a i linjelopp vid Danska mästerskapen |

### Bana
| 1988 7:a i lagförföljelse 1992 3:a i lagförföljelse 1996 13:e i lagförföljelse 2000 12:a i madison med Jakob Piil 22:a i poänglopp 1993 3:a i lagförföljelse 1999 2:a i madison med Jakob Piil 1996 Europamästare i madison med Jens Veggerby 1997 Europamästare i madison med Jens Veggerby 2000 Europamästare i derny 2001 3:a i derny | Veggerbys segrar i sexdagarslopp listas nedan: 1994/1995 Köpenhamn med Danny Clark 1995/1996 Herning med Jens Veggerby Stuttgart med Jens Veggerby 1996/1997 Köpenhamn med Jens Veggerby 1997/1998 Herning med Jens Veggerby Bremen med Jens Veggerby 1998/1999 Köpenhamn med Tayeb Braikia 1999/2000 Gent med Scott McGrory 2004/2005 Köpenhamn med Jakob Piil |